# Echipa națională de fotbal feminin a Spaniei
Echipa națională de fotbal feminin a Spaniei este naționala care reprezintă Spania în competițiile internaționale de fotbal feminin. Este organizată de Federația Regală Spaniolă de Fotbal.

## Competiții

### Campionatul Mondial
| An   | Rezultat         | Meciuri          | Victori          | Egaluri          | Înfrângeri       | GF               | GA               |                  |
| ---- | ---------------- | ---------------- | ---------------- | ---------------- | ---------------- | ---------------- | ---------------- | ---------------- |
| 1991 | Nu s-a calificat | Nu s-a calificat | Nu s-a calificat | Nu s-a calificat | Nu s-a calificat | Nu s-a calificat | Nu s-a calificat | Nu s-a calificat |
| 1995 | Nu s-a calificat | Nu s-a calificat | Nu s-a calificat | Nu s-a calificat | Nu s-a calificat | Nu s-a calificat | Nu s-a calificat | Nu s-a calificat |
| 1999 | Nu s-a calificat | Nu s-a calificat | Nu s-a calificat | Nu s-a calificat | Nu s-a calificat | Nu s-a calificat | Nu s-a calificat | Nu s-a calificat |
| 2003 | Nu s-a calificat | Nu s-a calificat | Nu s-a calificat | Nu s-a calificat | Nu s-a calificat | Nu s-a calificat | Nu s-a calificat | Nu s-a calificat |
| 2007 | Nu s-a calificat | Nu s-a calificat | Nu s-a calificat | Nu s-a calificat | Nu s-a calificat | Nu s-a calificat | Nu s-a calificat | Nu s-a calificat |
| 2011 | Nu s-a calificat | Nu s-a calificat | Nu s-a calificat | Nu s-a calificat | Nu s-a calificat | Nu s-a calificat | Nu s-a calificat | Nu s-a calificat |
| 2015 | Va fi determinat | –                | –                | –                | –                | –                | –                |                  |

### Campionatul European
| An    | Rezultat           | Meciuri          | Victori          | Egaluri          | Înfrângeri       | GF               | GA               |                  |
| ----- | ------------------ | ---------------- | ---------------- | ---------------- | ---------------- | ---------------- | ---------------- | ---------------- |
| 1987  | Nu s-a calificat   | Nu s-a calificat | Nu s-a calificat | Nu s-a calificat | Nu s-a calificat | Nu s-a calificat | Nu s-a calificat | Nu s-a calificat |
| 1989  | Nu s-a calificat   | Nu s-a calificat | Nu s-a calificat | Nu s-a calificat | Nu s-a calificat | Nu s-a calificat | Nu s-a calificat | Nu s-a calificat |
| 1991  | Nu s-a calificat   | Nu s-a calificat | Nu s-a calificat | Nu s-a calificat | Nu s-a calificat | Nu s-a calificat | Nu s-a calificat | Nu s-a calificat |
| 1993  | Nu s-a calificat   | Nu s-a calificat | Nu s-a calificat | Nu s-a calificat | Nu s-a calificat | Nu s-a calificat | Nu s-a calificat | Nu s-a calificat |
| 1995  | Nu s-a calificat   | Nu s-a calificat | Nu s-a calificat | Nu s-a calificat | Nu s-a calificat | Nu s-a calificat | Nu s-a calificat | Nu s-a calificat |
| 1997  | Semifinale         | 4                | 1                | 1                | 2                | 3                | 4                |                  |
| 2001  | Nu s-a calificat   | Nu s-a calificat | Nu s-a calificat | Nu s-a calificat | Nu s-a calificat | Nu s-a calificat | Nu s-a calificat | Nu s-a calificat |
| 2005  | Nu s-a calificat   | Nu s-a calificat | Nu s-a calificat | Nu s-a calificat | Nu s-a calificat | Nu s-a calificat | Nu s-a calificat | Nu s-a calificat |
| 2009  | Nu s-a calificat   | Nu s-a calificat | Nu s-a calificat | Nu s-a calificat | Nu s-a calificat | Nu s-a calificat | Nu s-a calificat | Nu s-a calificat |
| 2013  | Sferturi de Finală | 4                | 1                | 1                | 2                | 5                | 7                |                  |
| Total | 2/11               | 8                | 2                | 2                | 4                | 8                | 11               |                  |

## Lotul actual
La data de 25 noiembrie 2013.
| Nr. | Poz. | Jucător              | Data nașterii (vârsta)        | Selecții | Goluri | Club            |
| --- | ---- | -------------------- | ----------------------------- | -------- | ------ | --------------- |
| 13  | P    | Dolores Gallardo     | 10 iunie 1993 (32 de ani)     | -        | -      | Atlético Madrid |
| 1   | P    | Ainhoa Tirapu        | 4 septembrie 1984 (40 de ani) | -        | -      | Athletic Bilbao |
|     |      |                      |                               |          |        |                 |
| 4   | F    | Miriam Diéguez       | 4 mai 1986 (39 de ani)        | -        | -      | FC Barcelona    |
| 5   | F    | Ruth García          | 26 aprilie 1987 (38 de ani)   | -        | -      | FC Barcelona    |
| 17  | F    | Elixabet Ibarra      | 29 iunie 1981 (44 de ani)     | -        | -      | Athletic Bilbao |
| 12  | F    | Leire Landa          | 19 decembrie 1986 (38 de ani) | -        | -      | Athletic Bilbao |
| 6   | F    | Irene Paredes        | 4 iulie 1991 (34 de ani)      | -        | -      | Athletic Bilbao |
| 18  | F    | Marta Torrejón       | 27 februarie 1990 (35 de ani) | -        | -      | FC Barcelona    |
|     |      |                      |                               |          |        |                 |
| 10  | M    | Priscila Borja       | 28 aprilie 1985 (40 de ani)   | -        | -      | Atlético Madrid |
| 16  | M    | Nagore Calderón      | 2 iunie 1993 (32 de ani)      | -        | -      | Atlético Madrid |
| 11  | M    | Marta Corredera      | 8 august 1991 (34 de ani)     | -        | -      | FC Barcelona    |
| 15  | M    | Jennifer Hermoso     | 9 mai 1990 (35 de ani)        | -        | -      | Tyresö FF       |
| 14  | M    | "Vicky" Losada       | 5 martie 1991 (34 de ani)     | -        | -      | FC Barcelona    |
| 3   | M    | Alexia Putellas      | 4 februarie 1994 (31 de ani)  | -        | -      | FC Barcelona    |
| 2   | M    | Virginia Torrecilla  | 4 septembrie 1994 (30 de ani) | -        | -      | FC Barcelona    |
|     |      |                      |                               |          |        |                 |
| 8   | A    | Sonia Bermúdez       | 18 noiembrie 1984 (40 de ani) | -        | -      | FC Barcelona    |
| 9   | A    | Verónica Boquete (c) | 9 aprilie 1987 (38 de ani)    | -        | -      | Tyresö FF       |
| 7   | A    | Natalia Pablos       | 27 noiembrie 1986 (38 de ani) | -        | -      | Bristol Academy |